# 宁波大学园区图书馆
宁波大学园区图书馆，又名宁波第二图书馆，同时附设为鄞州区图书馆，是一家位于中华人民共和国浙江省宁波市的图书馆，位于宁波大学园区图书馆位于宁波南高教园区，宁波市人民政府称之为「宁波八大文化工程」之一，由宁波市教育局投资建设和管理，是宁波市政府设立的公益性事业单位法人，是文化和旅游部评定的国家一级图书馆，于2003年12月28日建成开放，2004年6月鄞州区图书馆并入此馆，2004年获得2004年度中国建筑工程鲁班奖（国家优质工程）
2011年7月1日起，宁波大学园区图书馆办借书卡免押金。

## 楼层分布
宁波大学园区图书馆作为传统图书馆每天开放13个小时，平均每天接待读者2000-4000人次，现有各类藏书230多万册，期刊近3000种，报纸200余种，设置阅览座位3000个、网络信息接点1200个，提供150台计算机供读者使用。
宁波大学园区图书馆内部设有报刊借阅区、文艺类图书借阅区、社科类图书借阅区、科技类图书借阅区、外文文献借阅区、盲文文献借阅区、地方文献阅览区、华宝斋古籍文献阅览区、少儿文献借阅区等服务区域。
宁波大学园区图书馆提供丰富的文化休闲活动，设有多媒体视听室、公众教学区、报告厅、科普展览厅、小音乐厅、文化沙龙、健身中心。

### 一楼
- 盲文文献借阅区：约130平方米，宁波唯一的盲文文献借阅区。
- 华宝斋古籍文献阅览区：约130平方米，收集线装仿古书籍2600册。
- 展览厅：约900平方米，可作为公益性的展览活动、非商业性展出和商业性展览的场所，提供乒乓球、台球。
- 报告厅：座位280个，可供学术报告、会议、培训、小型演出使用，每周向读者放映影片
- 多媒体视听室：约130平方米，内设24组电视机和DVD机，提供中外影片和电视节目
- 健身房：约100平方米，提供健身器材，开设瑜伽、健身操、踏板操、形体芭蕾等课程
- 小型音乐厅：约250平方米，可容纳六七十人。

### 二楼
- 中文报刊借阅区
- 中文文艺类图书借阅区

### 三楼
- 中文社科类图书借阅区

### 四楼
- 中文科技类图书借阅区

### 五楼

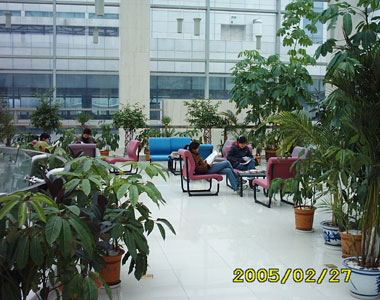
宁波大学园区图书馆的文化沙龙，从目前来说文化沙龙在国内图书馆中还比较少见

- 外文文献借阅区
- 文化沙龙

## 数字图书馆职能
宁波大学园区图书馆作为数字图书馆拥有网络信息接点1200个，提供150台计算机供读者使用。读者可持宁波大学园区图书馆借书证享受每月30小时的免费上网，超出部分按1元/小时计算。
宁波大学园区图书馆官方网站 是数字图书馆功能最主要的服务平台，通过它可以进行远程服务和下载数字资源。宁波大学园区图书馆官方网站 提供的远程扩展服务有：
- 查看新书
- 预约、续借
- 一站式检索（即只要搜索一次即可查看所有数据库）
- 阅读电子图书、电子期刊、电子论文
- 电子词典
- 在线网络课堂
- 下载随书光盘

宁波大学园区图书馆所有数资源可以通过任何一台连接到Internet的计算机访问（个别服务只对拥有宁波本地IP地址的计算机开放）。宁波大学园区图书馆拥有的数字资源有：
- 互联网版文渊阁《四库全书》（中国大陆唯一）
- CNKI（期刊、学位、会议、报纸）
- 超星电子图书
- 国研网
- 《汉语大词典》网络版
- 万方中国学位论文数据库
- 万方中国学术会议论文库
- 万方中国科技成果库
- 万方国际标准数据库
- 龙源电子期刊网
- 大学英语考试模拟系统
- 中国党政信息网